# Schwarzer Regen (Film)
Schwarzer Regen (japanisch 黒い雨 Kuroi ame) ist ein japanischer Schwarzweißfilm aus dem Jahr 1989, der auf dem gleichnamigen Roman von Masuji Ibuse basiert. Regie führte Shōhei Imamura, der gemeinsam mit Toshirō Ishido auch das Drehbuch schrieb. Die Hauptrolle spielte Yoshiko Tanaka.
Der Film thematisiert die Nachwirkungen des Atombombenabwurfs auf Hiroshima.

## Handlung
Als die Atombombe auf Hiroshima fällt, ist die zwanzigjährige Yasuko gerade auf dem Weg zu ihrem Onkel Shigematsu, der in der Stadt ein Haus besitzt. Yasuko gerät zwar nicht direkt in die Explosion der Bombe, wird aber vom Schwarzen Regen getroffen, der radioaktiv verstrahlt ist. Einige Rückblenden erzählen, wie Yasuko mit ihrem Onkel und ihrer Tante durch die zerstörte Stadt irrt, um sich in Sicherheit zu bringen.
Der Hauptteil des Filmes spielt aber fünf Jahre später. Yasuko soll heiraten, findet aber keinen Ehemann, weil man befürchtet, dass sie strahlenkrank ist und keine gesunden Kinder zur Welt bringen wird. Deshalb lässt ihr Onkel Shigematsu für Yasuko ein Gesundheitszeugnis ausstellen und schreibt außerdem sein Tagebuch vom August 1945 ab, um zu beweisen, dass seine Nichte zum Zeitpunkt der Explosion nicht in der Stadt gewesen ist. Nach einiger Zeit wirbt der Sohn eines Fabrikbesitzers um Yasuko, er hat aber keine wirklichen Absichten, sie zu heiraten, sondern möchte mit diesem Manöver nur erreichen, dass eine andere Familie seiner Heirat mit einer anderen Frau zustimmt. Yasuko erzählt ihrem vermeintlichen Bräutigam, dass sie in Hiroshima gewesen ist und möglicherweise an der Strahlenkrankheit leidet. Zur gleichen Zeit werden drei Männer aus dem Dorf, die im August 1945 in Hiroshima waren, krank und sterben innerhalb von einem Monat. Diese Todesfälle erschüttern Yasukos Onkel Shigematsu, der nun befürchtet, ebenfalls sterben zu müssen, weshalb er Yasuko unbedingt verheiraten möchte.
Währenddessen lernt Yasuko den Nachbarsjungen Yuichi kennen, der sich im Krieg mit einer Handgranate vor die amerikanischen Panzer werfen musste und seitdem unter einer Geisteskrankheit leidet. Yuichi ist aber künstlerisch begabt und formt Plastiken aus Stein. Während die übrigen Dorfbewohner Yuichi verspotten, da er als verrückt gilt, empfindet Yasuko tiefe Geborgenheit in seiner Nähe, da sie mit ihm über ihre Erlebnisse in Hiroshima offen sprechen kann und kein Geheimnis daraus machen muss. Yuichis Mutter bittet Shigematsu um die Erlaubnis, dass ihr Sohn Yasuko heiraten darf, doch jetzt bricht tatsächlich bei Yasuko die Strahlenkrankheit aus. Sie zerfällt körperlich und wird sehr krank. Der Film endet damit, dass sie ins Krankenhaus gebracht wird und nur sehr wenig Hoffnung besteht, dass sie die Krankheit überleben wird. Gleichzeitig ist ihr Onkel, obwohl nur wenige Wochen vergangen sind, aus Kummer um Jahre gealtert und hat graue Haare bekommen.

## Veröffentlichungen
Der Film feierte seine Premiere im Mai 1989 bei den Internationalen Filmfestspielen von Cannes und kam am 13. Mai 1989 in die japanischen Kinos.

## Rezeption
Kritiker nahmen Schwarzer Regen überwiegend positiv auf und lobten vor allem Imamuras Fähigkeit, mit Schwarzweißbildern umzugehen.
Der renommierte US-amerikanische Kritiker Roger Ebert meinte in der Chicago Sun-Times, Imamura drehe in „schön strukturiertem Schwarz und Weiß, um die Geschichte der Überlebenden der Hiroshima-Atombombe zu erzählen, die durch den Fallout zu Schaden gekommen sind.“ ([…] in beautifully textured black and white to tell the story of survivors of the Hiroshima atomic bomb who were contaminated by the fallout.) Er gab dem Film dreieinhalb von vier Punkten.
Die Zeitschrift Cinema schrieb über den Film: „In eindrucksvollen, preisgekrönten Schwarzweiß-Bildern erzählt Regisseur Imamura über den atomaren Wahnsinn.“
Das Lexikon des internationalen Films schreibt: „Ein betroffen machender, bewußt nüchterner, dokumentarisch anmutender Film, der durch exzellente Kameraarbeit und Ausstattung das Grauen der Katastrophe von Hiroshima heraufbeschwört“

## Auszeichnungen
Der Film gewann auf den Internationalen Filmfestspielen von Cannes 1989 den Großen Technik-Preis und den Preis der Ökumenischen Jury und war für die Goldene Palme nominiert. Auf dem Asia-Pacific Film Festival wurde das Drehbuch des Films ausgezeichnet. Bei der Verleihung der Independent Spirit Awards 1991 war der Film als Bester ausländischer Film nominiert, musste sich aber dem Film Sweetie der Neuseeländerin Jane Campion geschlagen geben. In derselben Kategorie wurde der Film bei den spanischen Sant Jordi Awards ausgezeichnet.
Bei japanischen Filmpreisen war Schwarzer Regen sehr erfolgreich. Den Japanese Academy Award gewann der Film in den Kategorien Bester Film, Beste Regie, Bestes Drehbuch, Beste Hauptdarstellerin (Yoshiko Tanaka), Beste Nebendarstellerin (Etsuko Ichihara), Beste Kamera, Beste Musik, Bestes Licht und Bester Schnitt. Zudem war der Film in den Kategorien Bestes Szenenbild und Bester Ton nominiert. Yoshiko Tanaka gewann neben dem Japanese Academy Award auch den Blue Ribbon Award, den Hochi Film Award und den Kinema Junpo Award. Den Kinema Junpo Award erhielt der Film auch in den Kategorien Bester Film und Beste Regie.